# Асака
Асака е град в префектура Сайтама, Япония. Населението му е 140 632 жители (по приблизителна оценка към октомври 2018 г.), а площта му e 18,38 кв. км. Намира се в часова зона UTC+9. Получава статут на град през 1967 г. Като част от Лятната олимпиада в Токио през 1964 г. в града се провеждат част от състезанията по модерен петобой.